# Mary Ann Wrighten
Mary Ann Wrighten Pownall, née Mary Matthews, (1751 - 12 de agosto de 1796) fue una cantante, actriz y compositora estadounidense.

## Vida
Mary Ann Matthews nació en Inglaterra en 1751, hija de un padre joyero y de una madre que trabajaba como comerciante. Fue aprendiz del organista Charley Griffith, donde aprendió música, y debutó en el escenario aproximadamente a los 15 años. Se casó con el actor James Wrighten alrededor de 1769 en Birmingham, y la pareja llegó a Londres para trabajar en Drury Lane, donde rápidamente tuvo éxito como cantante y actriz con Garrick y Sheridan y Covent Garden.
La pareja tuvo dos hijas, Mary y Charlotte. Se divorciaron en 1786 en un escándalo público, y Mary Ann Wrighten emigró a los Estados Unidos para trabajar con el director de teatro John Henry. Su primera aparición en Estados Unidos fue en el Southwark Theatre de Filadelfia en 1792, anunciada como la Sra. (Hugh) Pownall. También se mudó en la ciudad de Nueva York y se estableció en Charleston, donde murió de fiebre en 1796.
Escribió una autobiografía titulada An Apology for the Life and Conduct of Mrs Mary Wrighten, Late a Favourite Actress and Singer, of Drury Lane Theatre, and Vauxhall Gardens.

## Obras
- I Could Not Help Laughing at That
- Kiss Me Now or Never
- Twas Yes, Kind Sir and Thank You, Too
- Young Willy[3]

- Jemmy of the Glen (ca. 1790)[4]